# تحت فشار (ترانه)
«تحت فشار» (به انگلیسی: Under Pressure) ترانه‌ای از گروه موسیقی بریتانیایی کوئین و خواننده-ترانه‌سرای انگلستانی دیوید بویی است که در سال ۱۹۸۱ میلادی منتشر شد. این ترانه در جدول تک‌آهنگ‌های بریتانیا به رتبه اول دست یافت و همچنین در فهرست ۱۰۰ ترانه برتر دهه ۸۰ که توسط وی‌اچ۱ منتشر شده، در جایگاه سی و یکم قرار گرفت. 
این ترانه از زمان انتشارش تقریباً در تمامی کنسرت‌های کوئین از سال ۱۹۸۱ تا ۱۹۸۶ به صورت زنده اجرا شده‌است. ترانه «تحت فشار» در چند آلبوم زندهٔ کویین گنجانده شده‌است. علاوه بر آن، در آلبوم‌های بهترین آثار دو، Absolute Greatest، کوئین کلاسیک و همین‌طور در برخی از نسخه‌های آلبوم بهترین آثار گروه هم قرار داده شده بود (از جمله نسخه سال ۱۹۸۱ این آلبوم که توسط Elektra در ایالات متحده منتشر شده بود). از سوی دیگر، این ترانه در آلبوم‌های بازسازی‌شدهٔ بویی منتشر شد.